# トカレフ林
トカレフ林（ - はやし）は、元お笑いタレント。元たけし軍団メンバー。福岡県出身。明治大学卒業。

## 来歴・人物
明治大学での学部・学科は「卒論がないところ」とのこと（北野ファンクラブでの発言より）。宅地建物取引士の資格を有している。
主に1990年代前半にたけし軍団で活躍した。厳密にはダンカンの弟子であった（ビートたけしは番組で会うまで知らなかった）。プロボクサーの西島洋介にそっくりのコワモテ、悪く言えば悪人顔が特徴だが本人はいたって温厚な好人物だった。
テレビ初登場は『北野ファンクラブ』で、たけしのバイク事故明けあたりの1995年から出演。出始めのころはダンカンや浅草キッドがその筋 (反社会) の人の格好をさせて旅館の部屋や楽屋の前に立たせたところ誰も近寄ろうとしなかったエピソードがある（北野ファンクラブでのトークより）。ちなみに芸名の由来のトカレフは1980年代以降日本にも多数が密輸入され暴力団等の発砲事件にしばしば使われ、一般人にも（悪い意味で）広くその存在を知られている拳銃である。
谷体調とコンビを組み活動をしていた。コンビ名の『ハンダンズ』は大師匠のたけしに着けてもらった。「見た目で判断すなー！」が決まり文句。

## 主な出演作品
- スーパージョッキー
- 北野ファンクラブ
- 北野富士
- たけしの万物創世紀 ※放送開始直前の「5秒ジャンクション」のみ出演
- 大笑福亭鶴びん 第9回ゲスト

ほか